# 马鞭草
马鞭草（學名：Verbena officinalis）为马鞭草科(Verbenaceae)，馬鞭草屬(Verbena)植物。
英文名稱：European Verbena

## 形态
多年生直立草本植物，高約30-100 cm，基部木质化；四方形茎；
葉的部分，基生葉葉片卵圓至長圓形，長 2.5~8 公分，寬 1~1.5 公分；莖生葉長 5~10 公分，寬 3~4 公分，通常 3 裂。大裂片复分小裂，裂片作不規則的羽狀分裂，最終裂片披針形，邊緣有粗齒，兩面有粗毛。
花的部分為穗状花序顶生或腋生，夏秋间開小花，顏色淡紫色至藍色，花冠唇形，無柄，最初密集，結果時疏離形状似马鞭状。
果實方面，蒴果包於萼內，成熟時開裂成 4 個小堅果；種子黑褐色。

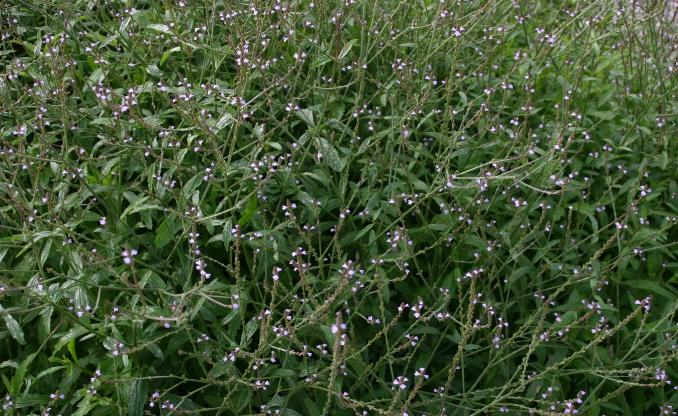
植株
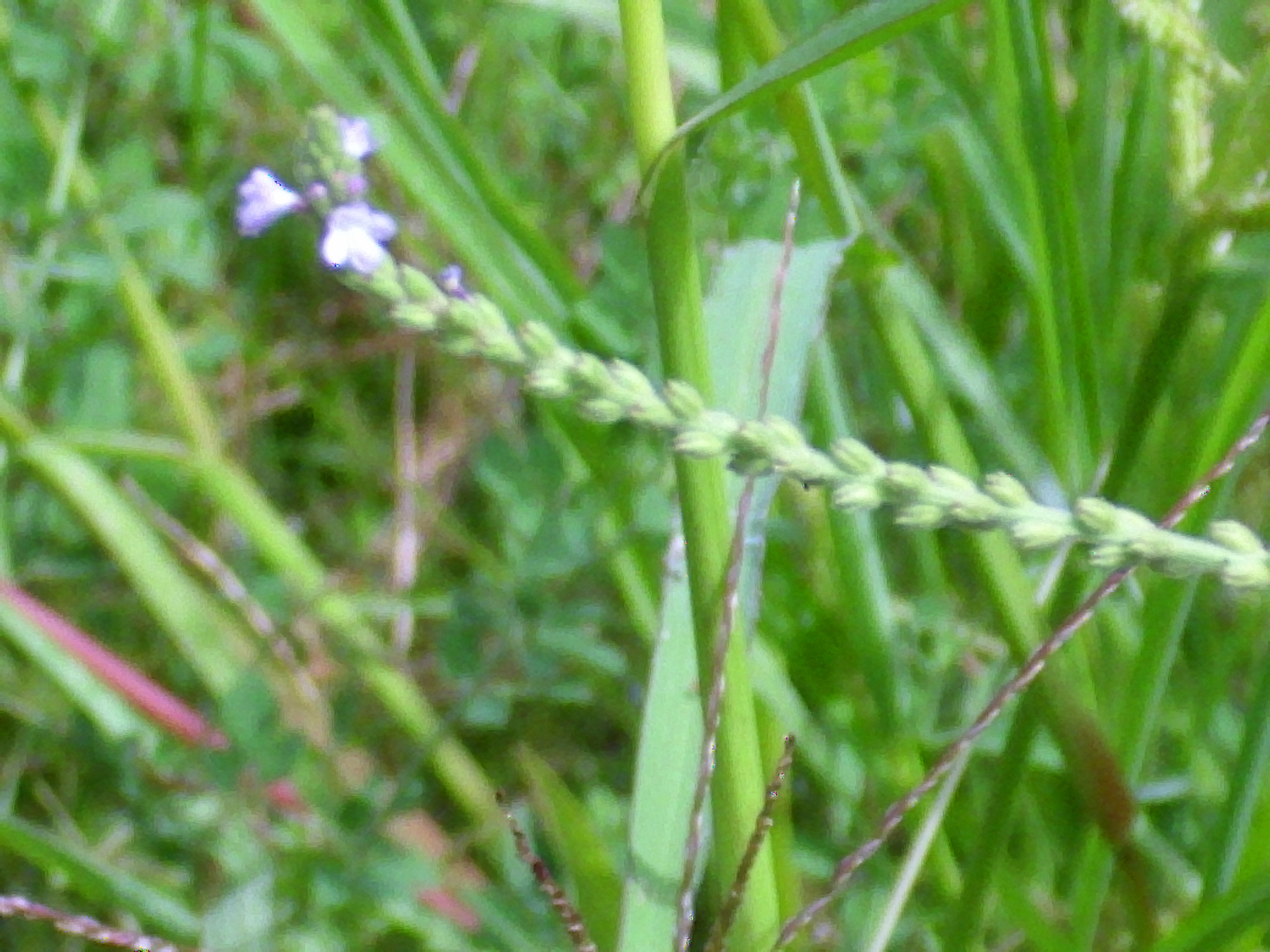
穗狀花序
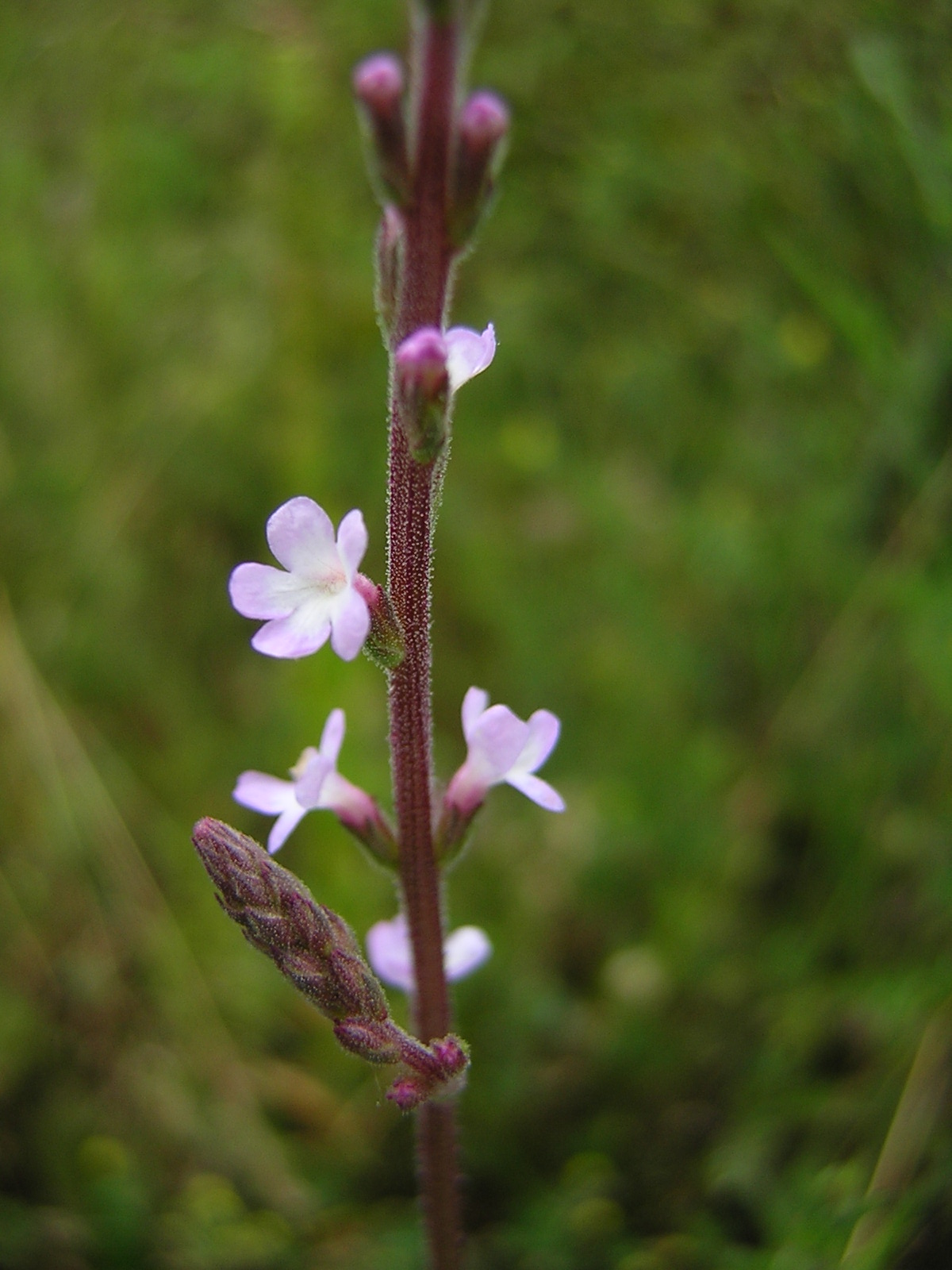
花

## 分布
马鞭草多数生长于原野；原产于欧洲，中国华东、华南和西南大部地区都有分布。

## 用途

### 药用
中医学上以全草入药，性味苦、辛、微寒。功能為清熱解毒，活血通經，利水消腫，截瘧殺蟲，利尿消腫，通經散瘀。全草有小毒。
治瘧疾，血吸蟲病，絲蟲病，感冒發燒，急性胃腸炎，細菌性痢疾，肝炎，肝硬化腹水，腎炎水腫，尿路感染，陰囊腫痛，月經不調，血瘀經閉，牙周炎，白喉，咽喉腫痛；外用治跌打損傷，疔瘡腫毒。
孕婦及月經期間不宜服用。
食用
莖葉有利尿，活血通經的功效，常被用來作為泡茶的替代品。
其他應用
由於其清新自然的香味可舒缓壓力，現代人充分應用在生活中如：做菜、肥皂、精油等。

## 流行文化
美国CW电视网播放的魔幻青春偶像剧《吸血鬼日记》之中，马鞭草为可以克制吸血鬼的植物。

## 故事與傳說
馬鞭草故事可以追溯到古埃及。在那裡，它被稱為“伊西斯之淚”，以紀念女神為她死去的丈夫奧西里斯流下的眼淚。在波斯，祭司在崇拜太陽的儀式中攜帶這種草藥。
在古羅馬，馬鞭草被認為是「聖草」之一，這一類植物還包括月桂樹、橄欖和香桃木。它似乎與朱庇特神有著特殊的聯繫，因為獻給他的祭壇上用馬鞭草小枝清掃或撒上馬鞭草水。
到基督教時代，傳說馬鞭草被用來止住被釘在十字架上的基督流血的傷口。
馬鞭草的神聖背景意味著馬鞭草經常被用來抵禦超自然邪惡。例如，羅馬人將它掛在家裡以抵禦惡靈。隨後它被用來抵禦女巫和邪眼。人們相信飲用馬鞭草茶可以免受仙女咒語的侵害。

## 延伸阅读
[在维基数据编辑]
 《植物名實圖考·馬鞭草》，出自吳其濬《植物名實圖考》
Margaret Baker, Discovering the Folklore of Plants (Oxford: Shire Publications Ltd, 2008)

## 外部連結
- 馬鞭草, Mabiancao （页面存档备份，存于） 藥用植物圖像數據庫 (香港浸會大學中醫藥學院) （繁體中文）（英文）
- https://kmweb.moa.gov.tw/subject/subject.php?id=37259 （页面存档备份，存于）
- http://kplant.biodiv.tw/%E9%A6%AC%E9%9E%AD%E8%8D%89/%E9%A6%AC%E9%9E%AD%E8%8D%89.htm （页面存档备份，存于）